# Jesús Suárez Cueva
Jesús Suárez Cueva (Bobes, Siero, 10 de març de 1955) és un ciclista espanyol, ja retirat, que fou professional entre 1977 i 1989.
Destacat esprintador, els seus èxits principals els va obtenir a la Volta a Espanya, on va guanyar tres etapes i la Classificació d'esprints especials en dues ocasions. També va obtenir la victòria final en la Volta a Aragó, la Volta a La Rioja i la Klasika Primavera, així com diverses etapes a la Volta a Catalunya.
Un cop retirat va dirigir durant 18 temporades diferents equips com el CLAS-Cajastur o el Relax-Fuenlabrada.

## Palmarès
- 1976
  - 1r al Memorial Valenciaga
- 1978
  - 1r de la Volta a Aragó
  - 1r als Tres dies de Leganés i vencedor d'una etapa
- 1979
  - Vencedor d'una etapa de la Volta a Catalunya
  - Vencedor d'una etapa de la Setmana Catalana
  - Vencedor d'una etapa de la Volta a Astúries
  - Vencedor d'una etapa de la Volta a Cantàbria
- 1980
  - 1r de la Volta a La Rioja i vencedor d'una etapa
  - 1r al Gran Premi de la vila de Vigo
  - Vencedor d'una etapa de la Volta a Catalunya
  - Vencedor d'una etapa de la Volta al País Basc
- 1981
  - Vencedor d'una etapa de la Volta a Espanya
  - Vencedor d'una etapa de la Volta a Astúries
  - Vencedor d'una etapa de la Volta a Cantàbria
  - 1r al Memorial Santi Andia
- 1982
  - 1r de la Klasika Primavera
  - Vencedor d'una etapa de la Costa del Azahar
  - Vencedor d'una etapa de la Volta a La Rioja
- 1983
  - Vencedor d'una etapa de la Volta a Espanya
  - Vencedor d'una etapa de la Vuelta a los Valles Mineros
- 1984
  - Vencedor d'una etapa de la Volta a Espanya i 1r a la Classificació d'esprints especials
  - Vencedor d'una etapa de la Volta a Astúries

### Resultats a la Volta a Espanya
- 1978. Fora de control (17a etapa)
- 1979. 24è de la classificació general
- 1980. 32è de la classificació general
- 1981. 32è de la classificació general. Vencedor d'una etapa
- 1982. 50è de la classificació general
- 1983. 32è de la classificació general. Vencedor d'una etapa
- 1984. 43è de la classificació general. Vencedor d'una etapa i 1r a la Classificació d'esprints especials
- 1985. 78è de la classificació general. Classificació d'esprints especials
- 1986. 71è de la classificació general
- 1987. Abandona (15a etapa)

### Resultats al Giro d'Itàlia
- 1977. 97è de la classificació general
- 1988. 94è de la classificació general

### Resultats al Tour de França
- 1978. Abandona (13a etapa)
- 1981. 105è de la classificació general